# Frieda Hebel
Frieda Hebel (geboren als Frieda Cohn 1. Juni 1904 in Darmstadt; gestorben 15. Dezember 1995 in Raʿanana) war eine deutsch-israelische Schriftstellerin.

## Leben
Frieda Cohn und ihr Zwillingsbruder Eugen Cohn waren Kinder des Darmstädter Zigarrenhändlers Ludwig Cohn und der Hanna Joseph. Sie hatten einen drei Jahre älteren Bruder Wilhelm.  Die Eltern ließen sich 1917 scheiden, und die Kinder wuchsen bei der Mutter auf. Die Brüder machten Abitur und studierten, Frieda besuchte die Handelsschule, erlernte den Beruf einer Bankkauffrau und übte diesen in Darmstadt aus. Sie heiratete 1928 den Kaufmann Wilhelm Hebel, und sie zogen wegen seiner Arbeitsstelle nach Groß-Gerau. Frieda Hebel erkrankte an Tuberkulose und war mehrere Jahre nicht arbeitsfähig. Sie schrieb in dieser Zeit Gedichte und Geschichten, die in Zeitungen der „Deutschen Presse-Korrespondenz“ Hannover erschienen.

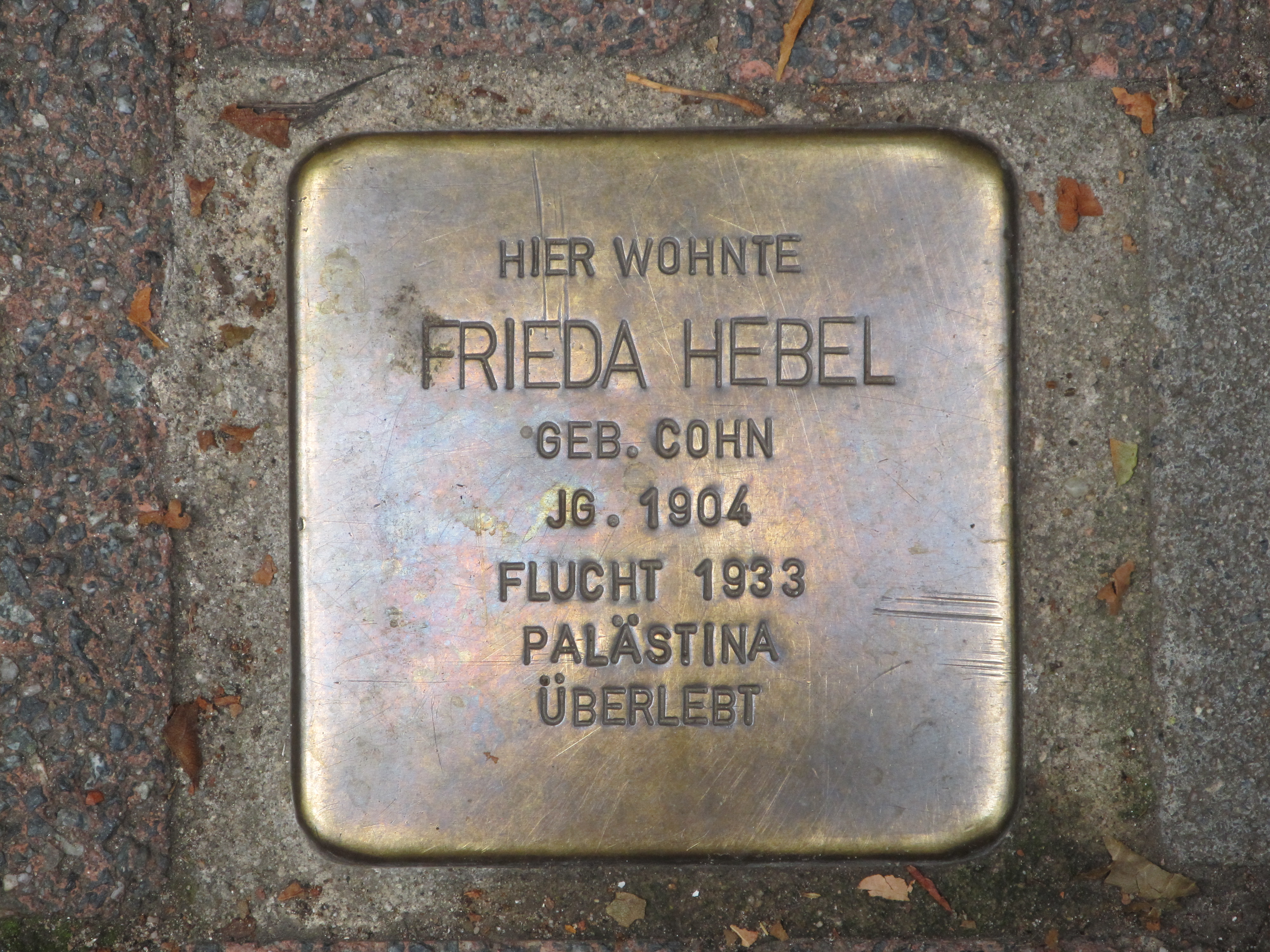
Stolperstein in Darmstadt

Nach der Machtübergabe an die Nationalsozialisten emigrierte Hebel wie auch die Familie ihres Bruders Wilhelm noch im Jahr 1933 nach Palästina, während ihr Zwillingsbruder Eugen ein erneutes Studium in Marseille aufnahm. Er wurde bei der deutschen Eroberung Frankreichs 1940 interniert und wurde 1944 Opfer des Holocaust.
Frieda und Wilhelm Hebel bauten sich in Palästina eine neue Existenz auf, sie bekamen eine Tochter. Hebel schrieb Bücher und Beiträge für verschiedene Zeitungen in deutscher und hebräischer Sprache, später auch für das Darmstädter Echo. Die Stadt Darmstadt verlieh ihr 1990 die Johann-Heinrich-Merck-Ehrung.

## Werke (Auswahl)
- Der Mond wird voll. Holzschnitte Fritz Möser. Karlsruhe : Der Karlsruher Bote, 1964
- Gesang des Lebens. Tel Aviv : Simson, 1964
- Fernes Land: Gedichte. Holzschnitte Fritz Möser. Karlsruhe : Karlsruher Bote, 1967
- Asufi meha-Galil. Roman. Übersetzung aus dem Deutschen Barukh Ḳaru. Tel Aviv : S. Zimzon, 1969
- Ernte aus der Saat : Lyrik und Prosa, eine Sammlung. Avraham Naṿeh, 1987